# Plebiscito del vintén
El "Plebiscito del vintén" fue una consulta popular realizada en Montevideo (Uruguay) el 22 de julio de 1951 en la cual los habitantes de esa ciudad se expresaron en contra de la suba del boleto de pasajes de ómnibus y tranvías.

## Historia

### El decreto
A principios de 1951, el Intendente Municipal de Montevideo, Germán Barbato firmó un decreto que aumentaba el precio del boleto de transporte de 8 a 10 centésimos, lo que implicó una suba de 2 centésimos, cuya moneda se llamaba coloquialmente "vintén". Esta medida generó un rechazo generalizado de varios sectores de la población capitalina que se embarcó en un proceso de recolección de firmas con la finalidad de revertir el decreto.

### Campaña
El proceso de recolección de firmas comenzó el 21 de febrero de 1951 y se reunieron en un corto período 141.277 adhesiones de las cuales se validaron 127.768, con lo que se superó largamente la cifra de 95.000 requerida por la constitución vigente. Esta consulta popular fue iniciativa del dirigente nacionalista Gustavo Penadés y contó con el apoyo de los sectores políticos encabezados por Luis Alberto de Herrera. Asimismo se incorporaron en el proceso la Unión Cívica, los partidos de izquierda, distintos sindicatos de trabajadores, jubilados y los estudiantes de la FEUU.
Por su parte, los colorados agrupados en la Lista 15 hicieron una fuerte defensa de la gestión del intendente Barbato y del nuevo valor del boleto. El periódico "Acción" dirigido por Luis Batlle Berres y la radio "Ariel" fueron de los medios de prensa que hicieron una prédica constante en favor de la suba de precio.

### Votación
Se dispusieron 1.225 mesas de votación en distintos puntos de Montevideo de tal forma que pudieran emitir su voto los 475.621 habilitados. La asistencia no fue obligatoria y votaron 117.649 personas, lo que representó una cifra inferior a la cantidad de personas que habían firmado habilitando el recurso legal. El resultado fue el rechazo a la suba del boleto y la derogación del decreto que la había impuesto. El boleto volvió a valer ocho centésimos por un corto tiempo volviendo a subir algunos meses después por efecto de la inflación.